# 烏克蘭強制扣押俄羅斯聯邦居民財產法
《關於在烏克蘭強制扣押俄羅斯聯邦及其居民財產權的主要原則》（烏克蘭語：Про основні засади примусового вилучення в Україні об'єктів права власності Російської Федерації та її резидентів），是烏克蘭總統弗拉基米爾·澤連斯基於2022年4月1日在2022年俄羅斯入侵烏克蘭期間簽署的一項法律。該法律規定將俄羅斯法人實體在烏克蘭的財產和金融資產國有化。強制扣押財產的決定將由烏克蘭國家安全與國防事務委員會應烏克蘭政府要求而作出，政府亦會擬定強制扣押物品清單。
該法律草案由烏克蘭最高拉達議員德米特羅·納塔盧哈（Дмитро Наталуха）、安娜·利奇曼（Лічман Василівна）、奧列克西·莫夫尚（Олексій Мовчан）、鮑里斯·普賴霍德科（Борис Приходько）和伊戈爾·馬爾丘克（Ігор Марчук）發起。
2022年4月1日，該法案進行了修訂，除了將法律擴展到公司之外，還增加了以下內容：自然人——俄羅斯聯邦公民；非俄羅斯聯邦公民，但與侵略者有聯繫；受益人為俄羅斯聯邦的法人實體；俄羅斯聯邦在烏克蘭擁有資本股份或作為創始人／受益人的法人實體。此外，所有公開否認或支持「俄羅斯聯邦武裝侵略烏克蘭」的人均屬於法律範疇。
烏克蘭經濟安全局己啟動將3500萬烏克蘭格里夫納的俄羅斯聯邦財產國有化。

## 外部連結
- 俄羅斯聯邦及其在烏克蘭的居民強制徵用財產權對象的基本原則法草案 （页面存档备份，存于） 烏克蘭最高拉達的網站（乌克兰語）
- 關於澄清烏克蘭《關於在烏克蘭強行徵用俄羅斯聯邦及其居民財產權標的物的基本原則》法修正案草案的某些規定 （页面存档备份，存于） 烏克蘭最高拉達的網站（乌克兰語）